# POP3
POP3 (енгл. Post Office Protocol) је једноставан интернет протокол за приступање е–пошти. Дефинисан је у кратком документу РЦФ 1939. Због ове једноставности, могућности овог протокола прилично су ограничене. Један је од најзаступљенијих протокола своје врсте.

## Процес успостављања везе
Протокол POP3 ступа на сцену оног тренутка када клијент отвори TCP везу са сервером за е–пошту на порту 110 (порт за POP3). Пошто се успостави TCP веза, POP3 пролази кроз 3 фазе:
- овлашћење (ауторизација)
- трансакција
- ажурирање

## Фаза овлашћења
Током ове фазе, клијент шаље корисничко име и лозинку којим се проверава идентитет корисника. Фаза овлашћења захтева од корисника две основне команде: user <имеКорисника> и pass <лозинка>. Сервер се одазива са +OK уколико је корисник унео тачне податке или -ERR уколико је пронађена грешка. Пример успешног приступања е–пошти: 
Претпоставимо да је назив сервера за е–пошту mailServer,
```
telnet mailServer 110
+OK POP3 server ready
user Petar
+OK
pass sunce23
+OK user successfully logged on
```

## Фаза трансакције
Током друге фазе, трансакције, клијент преузима поруке, брише постојеће и може да преузме информације о е–пошти. Клијент који користи протокол POP3 може да се подеси да „преузима и брише“ или да „преузима и чува“ поруке. Редослед команди које издаје POP3 клијент зависи од тога за који се од ова два режима корисник определио.
У режиму преузимања и брисања клијент издаје команде list, retr i dele. На пример, претпоставимо да неки корисник у свом поштранском сандучету има две поруке. У следећој размени порука C означава клијента а S сервер за е–пошту:
```
C: list
S: 1 498
S: 2 912
S: .
C: retr 1
S: (bla bla...
S: ............
S: ........bla) <порука>
S: .
C: dele 1
C: retr 2
S: (bla bla...
S: ............
S: ........bla) <порука>
S: .
C: dele 2
C: quit
S: +OK POP3 server is signing off
```

Клијент најпре тражи да сервер за е–пошту наведе величину сви сачуваних порука. Након тога, клијент најпре преузима, а затим брише поруке са сервера. Нако фазе овлашћења, клијент користи само 4 команде: list, retr, dele и quit. Синтакса ових команди дефинисана је у документу РЦФ 1939. После обраде команде quit, POP3 сервер прелази у фазу ажурирања и из поштанског сандучета уклања поруке 1 и 2.

## Недостаци POP3
Проблем у режиму преузимања и брисања јесте у томе да прималац, Петар, може да користи више рачунара, а да притом жели да са свих рачунара које користи (у кући, на послу, са преносивог рачунара) може да приступа својим е-порукама. У овом режиму рада, Петрове поруке се налазе само у једном од та три рачунара: тачније, ако Петар неку поруку прво прочита на рачунару у канцеларији, неће моћи да је увече поново прочита на свом преносивом рачунару.
У режиму преузимања и чувања, клијент, након преузимања, оставља поруке на серверу за е–пошту. У овом случају Петар може поново да отвори своју е–пошту на неком другом рачунару; може да је прочита на послу, а касније у току недеље и код куће.

## E-mailклијенти
Е-mail клијент је програм који комуницира са удаљеним сервером и омогућава чување порука на локални диск.
Неки од најпознатијих клијената који користе POP3 су:
- Microsoft Outlook
- Microsoft Outlook Express
- Mozilla Thunderbird
- The Bat!
- Opera